# Table des caractères Unicode (10000-1FFFF)

Une représentation graphique du Plan multilingue supplémentaire d'Unicode (SMP). Chaque case numérotée représente 256 points de code.

Unicode est une norme informatique développée par le Consortium Unicode qui vise à donner à tout caractère de n'importe quel système d’écriture de langue un identifiant numérique unique, et ce de manière unifiée, quelle que soit la plate-forme informatique ou le logiciel.
Unicode et la norme ISO/CEI 10646 attribuent à chaque caractère un nom officiel au sein d’un répertoire commun unifié entre toutes les langues et tous les usages. Dès que le répertoire commun est approuvé, les caractères sont groupés en blocs en fonction de leur usage et des écritures supportées, et reçoivent une identification numérique unique appelée point de code, identifiée généralement sous la forme U+.... (où .... correspond à un nombre hexadécimal de quatre à six chiffres, entre U+0000 et U+10FFFF).

## Plan multilingue complémentaire (PMC/SMP)
Les tables suivantes listent tous les blocs de points de code alloués dans ce plan dans les normes ISO/CEI 10646 et Unicode.
| Légende des conventions de couleurs et de style |
| --- |
| Les blocs affichés sur fond clair sont alloués et contiennent des caractères affichables et normalisés. Certains de ces blocs peuvent également contenir des signes diacritiques. |
| Les blocs affichés sur fond bleu sont alloués et contiennent des signes diacritiques normalisés qui se combinent avec d’autres caractères de base après lesquels ils sont codés dans les textes. |
| Les blocs affichés sur fond jaune pâle sont alloués et contiennent des caractères affichables et normalisés pour des écritures de droite à gauche (ils nécessitent la prise en charge des écritures bidirectionnelles pour un rendu correct ; certains de ces caractères, mais pas tous, peuvent nécessiter une présentation en miroir selon le contexte directionnel). Certains de ces blocs peuvent également contenir des signes diacritiques. |
| Les blocs affichés sur fond vert sont alloués définitivement et attribués à des caractères à usage privé et libre, mais non interopérables. |
| Les blocs affichés sur fond rouge sont alloués définitivement mais les points de codes ne sont pas attribués à des caractères affichables (ce sont des caractères spéciaux ou de contrôle). |
| Les blocs affichés sur fond gris foncé ne sont pas encore attribués officiellement (dans la version actuelle Unicode 16.0). Parmi ceux-ci : - les blocs nommés « (en caractères droits entre parenthèses) » sont acceptés par les groupes de travail de normalisation Unicode et/ou ISO et en cours de validation finale pour une normalisation prochaine, cependant la liste exacte et l’ordre des caractères qui seront retenus n’est pas encore définitive, des unifications, distinctions ou ajouts étant encore possibles ; - les blocs nommés « (en italique entre parenthèses) » ont seulement fait l’objet d’une proposition formelle et sont en cours de validation par les groupes de travail de normalisation Unicode et/ou ISO, pour une normalisation ultérieure, la liste précise et l’ordre des caractères n’est qu’indicative ; - les blocs nommés « ¿en italique entre points d’interrogation? » sont en projet et peuvent être encore déplacés, leur taille étant seulement estimée s’ils sont finalement retenus. |
| Les blocs affichés sur fond noir sont pour des points de codes réservés de façon permanente à des « non-caractères ». - Ils peuvent servir uniquement pour des représentations ou encodages nécessaires à des opérations ou transformations internes, propres à certains processus ou protocoles (qui les utilise avec des règles spécifiques). De tels points de codes sont interdits pour représenter un quelconque caractère dans des textes valides encodés dans une forme UTF normalisée par Unicode ou compatible. En dehors de cet usage interne pour de tels processus ou protocoles, ils ne sont pas interopérables et pas transformables librement entre toutes les formes de codage UTF normalisées. - Noter qu'il existe également deux points de code réservés de façon permanente à des « non-caractères » à la fin de chacun des 17 plans dans un petit sous-bloc « spécial » affiché sur fond rouge dans les tableaux ci-dessous.                                                                                    |
| - Afin de limiter la taille des pages sur Wikipédia, chaque plan Unicode est subdivisé ici en 16 plages arbitraires de 4 096 points de code chacun, décrits dans des sous-pages plus complètes accessibles par la palette de navigation en haut des pages, ou bien via les liens dans la première colonne des tables ci-dessous. - Lorsqu’un bloc officiel d’Unicode s’étend sur plusieurs plages, les liens nommant les blocs dans les tables ci-dessous pointent seulement vers la première partie du bloc, et les autres parties sont liées entre elles et listées chacune dans les sous-pages des plages de 4 096 points de code. |

Note : pour le moment seules certaines tables classées par paquet de 4096 points de code sont accessibles dans la première colonne. Les pages de description plus complètes de chacun des différents blocs individuels sont encore souvent absentes (en cours de construction).

### Écritures alphabétiques et syllabiques anciennes ou rares et jeux de symboles de gauche à droite
|         | +00                              | +10                              | +20                              | +30                              | +40                           | +50                               | +60                               | +70                               | +80                      | +90                      | +A0                      | +B0                      | +C0                      | +D0                      | +E0                          | +F0                          |
| ------- | -------------------------------- | -------------------------------- | -------------------------------- | -------------------------------- | ----------------------------- | --------------------------------- | --------------------------------- | --------------------------------- | ------------------------ | ------------------------ | ------------------------ | ------------------------ | ------------------------ | ------------------------ | ---------------------------- | ---------------------------- |
| U+10000 | linéaire B – syllabaire          | linéaire B – syllabaire          | linéaire B – syllabaire          | linéaire B – syllabaire          | linéaire B – syllabaire       | linéaire B – syllabaire           | linéaire B – syllabaire           | linéaire B – syllabaire           | linéaire B – idéogrammes | linéaire B – idéogrammes | linéaire B – idéogrammes | linéaire B – idéogrammes | linéaire B – idéogrammes | linéaire B – idéogrammes | linéaire B – idéogrammes     | linéaire B – idéogrammes     |
| U+10100 | nombres égéens                   | nombres égéens                   | nombres égéens                   | nombres égéens                   | nombres grecs anciens         | nombres grecs anciens             | nombres grecs anciens             | nombres grecs anciens             | nombres grecs anciens    | symboles antiques        | symboles antiques        | symboles antiques        | symboles antiques        | disque de Phaïstos       | disque de Phaïstos           | disque de Phaïstos           |
| U+10200 | (paléo-hispanique septentrional) | (paléo-hispanique septentrional) | (paléo-hispanique septentrional) | (paléo-hispanique septentrional) | (paléo-hispanique méridional) | (paléo-hispanique méridional)     | (paléo-hispanique méridional)     | (paléo-hispanique méridional)     | lycien                   | lycien                   | carien                   | carien                   | carien                   | carien                   | numéros épactes coptes       | numéros épactes coptes       |
| U+10300 | vieil italique                   | vieil italique                   | vieil italique                   | gotique                          | gotique                       | ancien permien (ou abour, anbour) | ancien permien (ou abour, anbour) | ancien permien (ou abour, anbour) | ougaritique              | ougaritique              | vieux perse              | vieux perse              | vieux perse              | vieux perse              | ¿shavien – ext. écr. rapide? | ¿shavien – ext. écr. rapide? |
| U+10400 | déséret                          | déséret                          | déséret                          | déséret                          | déséret                       | shavien                           | shavien                           | shavien                           | osmanya                  | osmanya                  | osmanya                  | osage                    | osage                    | osage                    | osage                        | osage                        |
| U+10500 | elbasan                          | elbasan                          | elbasan                          | aghbanien                        | aghbanien                     | aghbanien                         | aghbanien                         | vithkuqi                          | vithkuqi                 | vithkuqi                 | vithkuqi                 | vithkuqi                 | (todhri)                 | (todhri)                 | (todhri)                     | (todhri)                     |
| U+10600 | linéaire A                       | linéaire A                       | linéaire A                       | linéaire A                       | linéaire A                    | linéaire A                        | linéaire A                        | linéaire A                        | linéaire A               | linéaire A               | linéaire A               | linéaire A               | linéaire A               | linéaire A               | linéaire A                   | linéaire A                   |
| U+10700 | linéaire A                       | linéaire A                       | linéaire A                       | linéaire A                       | linéaire A                    | linéaire A                        | linéaire A                        | linéaire A                        | latin étendu – F         | latin étendu – F         | latin étendu – F         | latin étendu – F         | (redjang étendu)         | (redjang étendu)         | (redjang étendu)             | (redjang étendu)             |

### Écritures alphabétiques et syllabiques anciennes ou rares de droite à gauche
|         | +00                     | +10                     | +20                     | +30                     | +40                     | +50                     | +60                                               | +70                                               | +80                        | +90                        | +A0                        | +B0                        | +C0                        | +D0                        | +E0                        | +F0                        |
| ------- | ----------------------- | ----------------------- | ----------------------- | ----------------------- | ----------------------- | ----------------------- | ------------------------------------------------- | ------------------------------------------------- | -------------------------- | -------------------------- | -------------------------- | -------------------------- | -------------------------- | -------------------------- | -------------------------- | -------------------------- |
| U+10800 | syllabaire chypriote    | syllabaire chypriote    | syllabaire chypriote    | syllabaire chypriote    | araméen impérial        | araméen impérial        | palmyrénien                                       | palmyrénien                                       | nabatéen                   | nabatéen                   | nabatéen                   | (proto-sinaïtique)         | (proto-sinaïtique)         | (proto-sinaïtique)         | hatrénien                  | hatrénien                  |
| U+10900 | phénicien               | phénicien               | lydien                  | lydien                  | (sidétique)             | (sidétique)             | ¿numidien?                                        | ¿numidien?                                        | hiéroglyphes méroïtiques   | hiéroglyphes méroïtiques   | cursif méroïtique          | cursif méroïtique          | cursif méroïtique          | cursif méroïtique          | cursif méroïtique          | cursif méroïtique          |
| U+10A00 | kharochthî              | kharochthî              | kharochthî              | kharochthî              | kharochthî              | kharochthî              | sud-arabique ancien                               | sud-arabique ancien                               | nord-arabique ancien       | nord-arabique ancien       | (balti)                    | (balti)                    | manichéen                  | manichéen                  | manichéen                  | manichéen                  |
| U+10B00 | avestique               | avestique               | avestique               | avestique               | parthe des inscriptions | parthe des inscriptions | pehlevi des inscriptions                          | pehlevi des inscriptions                          | pehlevi des psautiers      | pehlevi des psautiers      | pehlevi des psautiers      | (pehlevi des livres)       | (pehlevi des livres)       | (pehlevi des livres)       | (babouri)                  | (babouri)                  |
| U+10C00 | turc ancien de l’Orkhon | turc ancien de l’Orkhon | turc ancien de l’Orkhon | turc ancien de l’Orkhon | turc ancien de l’Orkhon | —                       | —                                                 | —                                                 | runes hongroises anciennes | runes hongroises anciennes | runes hongroises anciennes | runes hongroises anciennes | runes hongroises anciennes | runes hongroises anciennes | runes hongroises anciennes | runes hongroises anciennes |
| U+10D00 | rohingya hanifi         | rohingya hanifi         | rohingya hanifi         | rohingya hanifi         | garay (wolof)           | garay (wolof)           | garay (wolof)                                     | garay (wolof)                                     | garay (wolof)              | (arabe étendu – D)         | (arabe étendu – D)         | (arabe étendu – D)         | (arabe étendu – D)         | (arabe étendu – D)         | (arabe étendu – D)         | (arabe étendu – D)         |
| U+10E00 | (arabe étendu – D)      | (arabe étendu – D)      | (arabe étendu – D)      | (arabe étendu – D)      | (arabe étendu – D)      | (arabe étendu – D)      | arabe – symboles numéraux rûmîs (chiffres de Fès) | arabe – symboles numéraux rûmîs (chiffres de Fès) | yézidi                     | yézidi                     | yézidi                     | yézidi                     | arabe étendu – C           | arabe étendu – C           | arabe étendu – C           | arabe étendu – C           |
| U+10F00 | sogdien ancien          | sogdien ancien          | sogdien ancien          | sogdien                 | sogdien                 | sogdien                 | sogdien                                           | ouïghour ancien                                   | ouïghour ancien            | ouïghour ancien            | ouïghour ancien            | chorasmien                 | chorasmien                 | chorasmien                 | élymaïque                  | élymaïque                  |

### Écritures brahmiques
|         | +00                           | +10                           | +20                           | +30                           | +40                           | +50                   | +60                              | +70                              | +80                    | +90                    | +A0                    | +B0                 | +C0                 | +D0                 | +E0                           | +F0                           |
| ------- | ----------------------------- | ----------------------------- | ----------------------------- | ----------------------------- | ----------------------------- | --------------------- | -------------------------------- | -------------------------------- | ---------------------- | ---------------------- | ---------------------- | ------------------- | ------------------- | ------------------- | ----------------------------- | ----------------------------- |
| U+11000 | brahmî                        | brahmî                        | brahmî                        | brahmî                        | brahmî                        | brahmî                | brahmî                           | brahmî                           | kaïthî (ou kayathi)    | kaïthî (ou kayathi)    | kaïthî (ou kayathi)    | kaïthî (ou kayathi) | kaïthî (ou kayathi) | sora sompeng        | sora sompeng                  | sora sompeng                  |
| U+11100 | chakma (ou changma, ojhapath) | chakma (ou changma, ojhapath) | chakma (ou changma, ojhapath) | chakma (ou changma, ojhapath) | chakma (ou changma, ojhapath) | mahâjanî              | mahâjanî                         | mahâjanî                         | charada (ou shard)     | charada (ou shard)     | charada (ou shard)     | charada (ou shard)  | charada (ou shard)  | charada (ou shard)  | nombres archaïques singhalais | nombres archaïques singhalais |
| U+11200 | khojkî                        | khojkî                        | khojkî                        | khojkî                        | khojkî                        | (landa)               | (landa)                          | (landa)                          | multanais (ou multanî) | multanais (ou multanî) | multanais (ou multanî) | khoudawadî          | khoudawadî          | khoudawadî          | khoudawadî                    | khoudawadî                    |
| U+11300 | grantha                       | grantha                       | grantha                       | grantha                       | grantha                       | grantha               | grantha                          | grantha                          | (toulou-tigalari)      | (toulou-tigalari)      | (toulou-tigalari)      | (toulou-tigalari)   | (toulou-tigalari)   | (toulou-tigalari)   | (toulou-tigalari)             | (toulou-tigalari)             |
| U+11400 | newar                         | newar                         | newar                         | newar                         | newar                         | newar                 | newar                            | newar                            | tirhouta               | tirhouta               | tirhouta               | tirhouta            | tirhouta            | tirhouta            | (tani)                        | (tani)                        |
| U+11500 | (ranjana)                     | (ranjana)                     | (ranjana)                     | (ranjana)                     | (ranjana)                     | (ranjana)             | (ranjana)                        | siddham                          | siddham                | siddham                | siddham                | siddham             | siddham             | siddham             | siddham                       | siddham                       |
| U+11600 | modi                          | modi                          | modi                          | modi                          | modi                          | modi                  | mongol (ou bitchig) – supplément | mongol (ou bitchig) – supplément | takrî                  | takrî                  | takrî                  | takrî               | takrî               | (birman étendu – C) | (birman étendu – C)           | (birman étendu – C)           |
| U+11700 | ahom                          | ahom                          | ahom                          | ahom                          | (zou)                         | (zou)                 | (zou)                            | (zou)                            | (zou)                  | (zou)                  | (pyu)                  | (pyu)               | (pyu)               | (pyu)               | (pyu)                         | (pyu)                         |
| U+11800 | dogra                         | dogra                         | dogra                         | dogra                         | dogra                         | (sirmauri)            | (sirmauri)                       | (sirmauri)                       | (sirmauri)             | —                      | warang citi            | warang citi         | warang citi         | warang citi         | warang citi                   | warang citi                   |
| U+11900 | dives akuru                   | dives akuru                   | dives akuru                   | dives akuru                   | dives akuru                   | dives akuru           | (vatteluttu)                     | (vatteluttu)                     | (vatteluttu)           | (vatteluttu)           | nandinagari            | nandinagari         | nandinagari         | nandinagari         | nandinagari                   | nandinagari                   |
| U+11A00 | carré zanabazar               | carré zanabazar               | carré zanabazar               | carré zanabazar               | soyombo                       | soyombo               | soyombo                          | soyombo                          | soyombo                | soyombo                | soyombo                | SACS – ext. A       | pau cin hau         | pau cin hau         | pau cin hau                   | pau cin hau                   |
| U+11B00 | dévanagari étendu – A         | dévanagari étendu – A         | dévanagari étendu – A         | dévanagari étendu – A         | dévanagari étendu – A         | dévanagari étendu – A | ¿charada étendu?                 | ¿charada étendu?                 | (tolong siki)          | (tolong siki)          | (tolong siki)          | (tolong siki)       | (sunuwar)           | (sunuwar)           | (sunuwar)                     | (sunuwar)                     |
| U+11C00 | bhaïksouki                    | bhaïksouki                    | bhaïksouki                    | bhaïksouki                    | bhaïksouki                    | bhaïksouki            | bhaïksouki                       | marchen                          | marchen                | marchen                | marchen                | marchen             | (balti – B)         | (balti – B)         | (balti – B)                   | (balti – B)                   |
| U+11D00 | gondi massaram                | gondi massaram                | gondi massaram                | gondi massaram                | gondi massaram                | gondi massaram        | gondi gunjala                    | gondi gunjala                    | gondi gunjala          | gondi gunjala          | gondi gunjala          | (léké)              | (léké)              | (léké)              | (léké)                        | —                             |
| U+11E00 | (tocharien)                   | (tocharien)                   | (tocharien)                   | (tocharien)                   | (tocharien)                   | (tocharien)           | (tocharien)                      | (khotanais)'                     | (khotanais)'           | (khotanais)'           | (khotanais)'           | (khotanais)'        | (khotanais)'        | —                   | makassar                      | makassar                      |
| U+11F00 | kawi                          | kawi                          | kawi                          | kawi                          | kawi                          | kawi                  | (pallava)                        | (pallava)                        | (pallava)              | (pallava)              | (pallava)              | lissou – supplément | tamoul – supplément | tamoul – supplément | tamoul – supplément           | tamoul – supplément           |

### Cunéiforme et autres écritures antiques
|                   | +00                                | +10                                | +20                                | +30                                | +40                                | +50                                | +60                                | +70                                | +80                               | +90                               | +A0                               | +B0                               | +C0                               | +D0                               | +E0                               | +F0                               |
| ----------------- | ---------------------------------- | ---------------------------------- | ---------------------------------- | ---------------------------------- | ---------------------------------- | ---------------------------------- | ---------------------------------- | ---------------------------------- | --------------------------------- | --------------------------------- | --------------------------------- | --------------------------------- | --------------------------------- | --------------------------------- | --------------------------------- | --------------------------------- |
| U+12000 … U+12300 | cunéiforme                         | cunéiforme                         | cunéiforme                         | cunéiforme                         | cunéiforme                         | cunéiforme                         | cunéiforme                         | cunéiforme                         | cunéiforme                        | cunéiforme                        | cunéiforme                        | cunéiforme                        | cunéiforme                        | cunéiforme                        | cunéiforme                        | cunéiforme                        |
| U+12400           | ponctuation et nombres cunéiformes | ponctuation et nombres cunéiformes | ponctuation et nombres cunéiformes | ponctuation et nombres cunéiformes | ponctuation et nombres cunéiformes | ponctuation et nombres cunéiformes | ponctuation et nombres cunéiformes | ponctuation et nombres cunéiformes | (cunéiforme dynastique archaïque) | (cunéiforme dynastique archaïque) | (cunéiforme dynastique archaïque) | (cunéiforme dynastique archaïque) | (cunéiforme dynastique archaïque) | (cunéiforme dynastique archaïque) | (cunéiforme dynastique archaïque) | (cunéiforme dynastique archaïque) |
| U+12500           | (cunéiforme dynastique archaïque)  | (cunéiforme dynastique archaïque)  | (cunéiforme dynastique archaïque)  | (cunéiforme dynastique archaïque)  | (cunéiforme dynastique archaïque)  | —                                  | —                                  | —                                  | —                                 | —                                 | —                                 | —                                 | —                                 | —                                 | —                                 | —                                 |
| U+12600 … U+12D00 | ¿proto-cunéiforme?                 | ¿proto-cunéiforme?                 | ¿proto-cunéiforme?                 | ¿proto-cunéiforme?                 | ¿proto-cunéiforme?                 | ¿proto-cunéiforme?                 | ¿proto-cunéiforme?                 | ¿proto-cunéiforme?                 | ¿proto-cunéiforme?                | ¿proto-cunéiforme?                | ¿proto-cunéiforme?                | ¿proto-cunéiforme?                | ¿proto-cunéiforme?                | ¿proto-cunéiforme?                | ¿proto-cunéiforme?                | ¿proto-cunéiforme?                |
| U+12E00           | (indus)                            | (indus)                            | (indus)                            | (indus)                            | (indus)                            | (indus)                            | (indus)                            | (indus)                            | (indus)                           | (indus)                           | (indus)                           | (indus)                           | (indus)                           | (indus)                           | (indus)                           | (indus)                           |
| U+12F00           | (indus)                            | (indus)                            | (indus)                            | (indus)                            | (indus)                            | (indus)                            | (indus)                            | (indus)                            | (indus)                           | —                                 | —                                 | —                                 | —                                 | —                                 | —                                 | —                                 |

### Écritures hiéroglyphiques égyptiennes et anatoliennes
|                   | +00                                | +10                                | +20                                | +30                                | +40                                | +50                                | +60                                | +70                                | +80                                | +90                                | +A0                                | +B0                                | +C0                                | +D0                                | +E0                                | +F0                                |
| ----------------- | ---------------------------------- | ---------------------------------- | ---------------------------------- | ---------------------------------- | ---------------------------------- | ---------------------------------- | ---------------------------------- | ---------------------------------- | ---------------------------------- | ---------------------------------- | ---------------------------------- | ---------------------------------- | ---------------------------------- | ---------------------------------- | ---------------------------------- | ---------------------------------- |
| U+13000 … U+13300 | hiéroglyphes égyptiens             | hiéroglyphes égyptiens             | hiéroglyphes égyptiens             | hiéroglyphes égyptiens             | hiéroglyphes égyptiens             | hiéroglyphes égyptiens             | hiéroglyphes égyptiens             | hiéroglyphes égyptiens             | hiéroglyphes égyptiens             | hiéroglyphes égyptiens             | hiéroglyphes égyptiens             | hiéroglyphes égyptiens             | hiéroglyphes égyptiens             | hiéroglyphes égyptiens             | hiéroglyphes égyptiens             | hiéroglyphes égyptiens             |
| U+13400           | hiéroglyphes égyptiens             | hiéroglyphes égyptiens             | hiéroglyphes égyptiens             | (hiéroglyphes égyptiens étendus-A) | (hiéroglyphes égyptiens étendus-A) | (hiéroglyphes égyptiens étendus-A) | (hiéroglyphes égyptiens étendus-A) | (hiéroglyphes égyptiens étendus-A) | (hiéroglyphes égyptiens étendus-A) | (hiéroglyphes égyptiens étendus-A) | (hiéroglyphes égyptiens étendus-A) | (hiéroglyphes égyptiens étendus-A) | (hiéroglyphes égyptiens étendus-A) | (hiéroglyphes égyptiens étendus-A) | (hiéroglyphes égyptiens étendus-A) | (hiéroglyphes égyptiens étendus-A) |
| U+13500 … U+13F00 | (hiéroglyphes égyptiens étendus-A) | (hiéroglyphes égyptiens étendus-A) | (hiéroglyphes égyptiens étendus-A) | (hiéroglyphes égyptiens étendus-A) | (hiéroglyphes égyptiens étendus-A) | (hiéroglyphes égyptiens étendus-A) | (hiéroglyphes égyptiens étendus-A) | (hiéroglyphes égyptiens étendus-A) | (hiéroglyphes égyptiens étendus-A) | (hiéroglyphes égyptiens étendus-A) | (hiéroglyphes égyptiens étendus-A) | (hiéroglyphes égyptiens étendus-A) | (hiéroglyphes égyptiens étendus-A) | (hiéroglyphes égyptiens étendus-A) | (hiéroglyphes égyptiens étendus-A) | (hiéroglyphes égyptiens étendus-A) |
| U+14000 … U+14300 | (hiéroglyphes égyptiens étendus-A) | (hiéroglyphes égyptiens étendus-A) | (hiéroglyphes égyptiens étendus-A) | (hiéroglyphes égyptiens étendus-A) | (hiéroglyphes égyptiens étendus-A) | (hiéroglyphes égyptiens étendus-A) | (hiéroglyphes égyptiens étendus-A) | (hiéroglyphes égyptiens étendus-A) | (hiéroglyphes égyptiens étendus-A) | (hiéroglyphes égyptiens étendus-A) | (hiéroglyphes égyptiens étendus-A) | (hiéroglyphes égyptiens étendus-A) | (hiéroglyphes égyptiens étendus-A) | (hiéroglyphes égyptiens étendus-A) | (hiéroglyphes égyptiens étendus-A) | (hiéroglyphes égyptiens étendus-A) |
| U+14400 U+14500   | hiéroglyphes anatoliens            | hiéroglyphes anatoliens            | hiéroglyphes anatoliens            | hiéroglyphes anatoliens            | hiéroglyphes anatoliens            | hiéroglyphes anatoliens            | hiéroglyphes anatoliens            | hiéroglyphes anatoliens            | hiéroglyphes anatoliens            | hiéroglyphes anatoliens            | hiéroglyphes anatoliens            | hiéroglyphes anatoliens            | hiéroglyphes anatoliens            | hiéroglyphes anatoliens            | hiéroglyphes anatoliens            | hiéroglyphes anatoliens            |
| U+14600           | hiéroglyphes anatoliens            | hiéroglyphes anatoliens            | hiéroglyphes anatoliens            | hiéroglyphes anatoliens            | hiéroglyphes anatoliens            | hiéroglyphes anatoliens            | hiéroglyphes anatoliens            | hiéroglyphes anatoliens            | (hiéroglyphes égyptiens étendus-B) | (hiéroglyphes égyptiens étendus-B) | (hiéroglyphes égyptiens étendus-B) | (hiéroglyphes égyptiens étendus-B) | (hiéroglyphes égyptiens étendus-B) | (hiéroglyphes égyptiens étendus-B) | (hiéroglyphes égyptiens étendus-B) | (hiéroglyphes égyptiens étendus-B) |
| U+14700 … U+14F00 | (hiéroglyphes égyptiens étendus-B) | (hiéroglyphes égyptiens étendus-B) | (hiéroglyphes égyptiens étendus-B) | (hiéroglyphes égyptiens étendus-B) | (hiéroglyphes égyptiens étendus-B) | (hiéroglyphes égyptiens étendus-B) | (hiéroglyphes égyptiens étendus-B) | (hiéroglyphes égyptiens étendus-B) | (hiéroglyphes égyptiens étendus-B) | (hiéroglyphes égyptiens étendus-B) | (hiéroglyphes égyptiens étendus-B) | (hiéroglyphes égyptiens étendus-B) | (hiéroglyphes égyptiens étendus-B) | (hiéroglyphes égyptiens étendus-B) | (hiéroglyphes égyptiens étendus-B) | (hiéroglyphes égyptiens étendus-B) |
| U+15000           | (lampung)                          | (lampung)                          | (lampung)                          | (lampung)                          | (kerinci)                          | (kerinci)                          | (kerinci)                          | —                                  | (mandombe)                         | (mandombe)                         | (mandombe)                         | (mandombe)                         | (mandombe)                         | (mandombe)                         | (mandombe)                         | (mandombe)                         |
| U+15100 … U+15400 | (mandombe)                         | (mandombe)                         | (mandombe)                         | (mandombe)                         | (mandombe)                         | (mandombe)                         | (mandombe)                         | (mandombe)                         | (mandombe)                         | (mandombe)                         | (mandombe)                         | (mandombe)                         | (mandombe)                         | (mandombe)                         | (mandombe)                         | (mandombe)                         |
| U+15500 … U+15900 | ¿hiéroglyphes mayas?               | ¿hiéroglyphes mayas?               | ¿hiéroglyphes mayas?               | ¿hiéroglyphes mayas?               | ¿hiéroglyphes mayas?               | ¿hiéroglyphes mayas?               | ¿hiéroglyphes mayas?               | ¿hiéroglyphes mayas?               | ¿hiéroglyphes mayas?               | ¿hiéroglyphes mayas?               | ¿hiéroglyphes mayas?               | ¿hiéroglyphes mayas?               | ¿hiéroglyphes mayas?               | ¿hiéroglyphes mayas?               | ¿hiéroglyphes mayas?               | ¿hiéroglyphes mayas?               |
| U+15A00 U+15B00   | —                                  | —                                  | —                                  | —                                  | —                                  | —                                  | —                                  | —                                  | —                                  | —                                  | —                                  | —                                  | —                                  | —                                  | —                                  | —                                  |
| U+15C00 … U+15F00 | ¿pictogrammes aztèques?            | ¿pictogrammes aztèques?            | ¿pictogrammes aztèques?            | ¿pictogrammes aztèques?            | ¿pictogrammes aztèques?            | ¿pictogrammes aztèques?            | ¿pictogrammes aztèques?            | ¿pictogrammes aztèques?            | ¿pictogrammes aztèques?            | ¿pictogrammes aztèques?            | ¿pictogrammes aztèques?            | ¿pictogrammes aztèques?            | ¿pictogrammes aztèques?            | ¿pictogrammes aztèques?            | ¿pictogrammes aztèques?            | ¿pictogrammes aztèques?            |

### Écritures littéraires inventées, autres écritures alphabétiques et syllabaires récents
|                   | +00                | +10                | +20                | +30                | +40                | +50                | +60                | +70                | +80                | +90                | +A0                     | +B0                     | +C0                     | +D0                     | +E0                            | +F0                            |
| ----------------- | ------------------ | ------------------ | ------------------ | ------------------ | ------------------ | ------------------ | ------------------ | ------------------ | ------------------ | ------------------ | ----------------------- | ----------------------- | ----------------------- | ----------------------- | ------------------------------ | ------------------------------ |
| U+16000           | (tengwar)          | (tengwar)          | (tengwar)          | (tengwar)          | (tengwar)          | (tengwar)          | (tengwar)          | (tengwar)          | (cirth)            | (cirth)            | (cirth)                 | (cirth)                 | (cirth)                 | (cirth)                 | (cirth)                        | (cirth)                        |
| U+16100           | —                  | —                  | —                  | —                  | —                  | —                  | —                  | —                  | —                  | —                  | (moon)                  | (moon)                  | (moon)                  | (moon)                  | (moon)                         | (moon)                         |
| U+16200 … U+16500 | (Bliss)            | (Bliss)            | (Bliss)            | (Bliss)            | (Bliss)            | (Bliss)            | (Bliss)            | (Bliss)            | (Bliss)            | (Bliss)            | (Bliss)                 | (Bliss)                 | (Bliss)                 | (Bliss)                 | (Bliss)                        | (Bliss)                        |
| U+16600           | ¿supplément Bliss? | ¿supplément Bliss? | ¿supplément Bliss? | ¿supplément Bliss? | ¿supplément Bliss? | ¿supplément Bliss? | ¿supplément Bliss? | ¿supplément Bliss? | ¿supplément Bliss? | ¿supplément Bliss? | ¿supplément Bliss?      | ¿supplément Bliss?      | ¿supplément Bliss?      | ¿supplément Bliss?      | ¿supplément Bliss?             | ¿supplément Bliss?             |
| U+16700           | (Bagam)            | (Bagam)            | (Bagam)            | (Bagam)            | (Bagam)            | (Bagam)            | (Bagam)            | (Bagam)            | (Bagam)            | (Bagam)            | (Bagam)                 | —                       | —                       | —                       | —                              | —                              |
| U+16800 U+16900   | supplément bamoum  | supplément bamoum  | supplément bamoum  | supplément bamoum  | supplément bamoum  | supplément bamoum  | supplément bamoum  | supplément bamoum  | supplément bamoum  | supplément bamoum  | supplément bamoum       | supplément bamoum       | supplément bamoum       | supplément bamoum       | supplément bamoum              | supplément bamoum              |
| U+16A00           | supplément bamoum  | supplément bamoum  | supplément bamoum  | supplément bamoum  | mro                | mro                | mro                | —                  | —                  | —                  | —                       | —                       | —                       | vah bassah              | vah bassah                     | vah bassah                     |
| U+16B00           | pahawh hmong       | pahawh hmong       | pahawh hmong       | pahawh hmong       | pahawh hmong       | pahawh hmong       | pahawh hmong       | pahawh hmong       | pahawh hmong       | (woléaï)           | (woléaï)                | (woléaï)                | (woléaï)                | (woléaï)                | (woléaï)                       | (woléaï)                       |
| U+16C00           | (kpèllé)           | (kpèllé)           | (kpèllé)           | (kpèllé)           | (kpèllé)           | (kpèllé)           | (kpèllé)           | (kpèllé)           | (afaka)            | (afaka)            | (afaka)                 | (afaka)                 | (afaka)                 | (tangsa (khimhun))      | (tangsa (khimhun))             | (tangsa (khimhun))             |
| U+16D00           | (tikamuli)         | (tikamuli)         | (tikamuli)         | (tikamuli)         | (kirat rai)        | (kirat rai)        | (kirat rai)        | (kirat rai)        | (chisoi)           | (chisoi)           | (chisoi)                | ¿lontara bilang-bilang? | ¿lontara bilang-bilang? | (kulitan)               | (kulitan)                      | (kulitan)                      |
| U+16E00           | (mangwégo)         | (mangwégo)         | (mangwégo)         | (mangwégo)         | médéfaïdrin        | médéfaïdrin        | médéfaïdrin        | médéfaïdrin        | médéfaïdrin        | médéfaïdrin        | (buginais – supplément) | (buginais – supplément) | (buginais – supplément) | (buginais – supplément) | (buginais – supplément)        | (buginais – supplément)        |
| U+16F00           | miao               | miao               | miao               | miao               | miao               | miao               | miao               | miao               | miao               | miao               | ¿bopomofo étendu – A?   | (kanbun étendu – A)     | (kanbun étendu – A)     | (kanbun étendu – A)     | symb. et ponct. sinographiques | symb. et ponct. sinographiques |

### Écritures asiatiques orientales larges
|                                 | +00                       | +10                       | +20                       | +30                       | +40                       | +50                       | +60                       | +70                       | +80                       | +90                       | +A0                       | +B0                       | +C0                       | +D0                       | +E0                       | +F0                       |
| ------------------------------- | ------------------------- | ------------------------- | ------------------------- | ------------------------- | ------------------------- | ------------------------- | ------------------------- | ------------------------- | ------------------------- | ------------------------- | ------------------------- | ------------------------- | ------------------------- | ------------------------- | ------------------------- | ------------------------- |
| U+17000 … U+18000 … U+18700     | tangoute                  | tangoute                  | tangoute                  | tangoute                  | tangoute                  | tangoute                  | tangoute                  | tangoute                  | tangoute                  | tangoute                  | tangoute                  | tangoute                  | tangoute                  | tangoute                  | tangoute                  | tangoute                  |
| U+18800 … U+18A00               | tangoute – composants     | tangoute – composants     | tangoute – composants     | tangoute – composants     | tangoute – composants     | tangoute – composants     | tangoute – composants     | tangoute – composants     | tangoute – composants     | tangoute – composants     | tangoute – composants     | tangoute – composants     | tangoute – composants     | tangoute – composants     | tangoute – composants     | tangoute – composants     |
| U+18B00 U+18C00                 | khitane – petite écriture | khitane – petite écriture | khitane – petite écriture | khitane – petite écriture | khitane – petite écriture | khitane – petite écriture | khitane – petite écriture | khitane – petite écriture | khitane – petite écriture | khitane – petite écriture | khitane – petite écriture | khitane – petite écriture | khitane – petite écriture | khitane – petite écriture | khitane – petite écriture | khitane – petite écriture |
| U+18D00                         | tangoute – supplément     | tangoute – supplément     | tangoute – supplément     | tangoute – supplément     | tangoute – supplément     | tangoute – supplément     | tangoute – supplément     | tangoute – supplément     | (khitane – idéogrammes)   | (khitane – idéogrammes)   | (khitane – idéogrammes)   | (khitane – idéogrammes)   | (khitane – idéogrammes)   | (khitane – idéogrammes)   | (khitane – idéogrammes)   | (khitane – idéogrammes)   |
| U+18E00 … U+19000 … U+19500     | (khitane – idéogrammes)   | (khitane – idéogrammes)   | (khitane – idéogrammes)   | (khitane – idéogrammes)   | (khitane – idéogrammes)   | (khitane – idéogrammes)   | (khitane – idéogrammes)   | (khitane – idéogrammes)   | (khitane – idéogrammes)   | (khitane – idéogrammes)   | (khitane – idéogrammes)   | (khitane – idéogrammes)   | (khitane – idéogrammes)   | (khitane – idéogrammes)   | (khitane – idéogrammes)   | (khitane – idéogrammes)   |
| U+19600 … U+19A00               | (jurchen)                 | (jurchen)                 | (jurchen)                 | (jurchen)                 | (jurchen)                 | (jurchen)                 | (jurchen)                 | (jurchen)                 | (jurchen)                 | (jurchen)                 | (jurchen)                 | (jurchen)                 | (jurchen)                 | (jurchen)                 | (jurchen)                 | (jurchen)                 |
| U+19B00                         | (jurchen)                 | (jurchen)                 | (jurchen)                 | (jurchen)                 | (jurchen)                 | (jurchen)                 | (jurchen)                 | (jurchen)                 | (jurchen)                 | (jurchen)                 | —                         | —                         | —                         | —                         | —                         | —                         |
| U+19C00 U+19D00                 | —                         | —                         | —                         | —                         | —                         | —                         | —                         | —                         | —                         | —                         | —                         | —                         | —                         | —                         | —                         | —                         |
| U+19E00 ... U+1A000 ... U+1A200 | (syllabaire pau cin hau)  | (syllabaire pau cin hau)  | (syllabaire pau cin hau)  | (syllabaire pau cin hau)  | (syllabaire pau cin hau)  | (syllabaire pau cin hau)  | (syllabaire pau cin hau)  | (syllabaire pau cin hau)  | (syllabaire pau cin hau)  | (syllabaire pau cin hau)  | (syllabaire pau cin hau)  | (syllabaire pau cin hau)  | (syllabaire pau cin hau)  | (syllabaire pau cin hau)  | (syllabaire pau cin hau)  | (syllabaire pau cin hau)  |
| U+1A300 ... U+1A600             | (eskaya)                  | (eskaya)                  | (eskaya)                  | (eskaya)                  | (eskaya)                  | (eskaya)                  | (eskaya)                  | (eskaya)                  | (eskaya)                  | (eskaya)                  | (eskaya)                  | (eskaya)                  | (eskaya)                  | (eskaya)                  | (eskaya)                  | (eskaya)                  |
| U+1A700                         | (eskaya)                  | (eskaya)                  | (eskaya)                  | (eskaya)                  | (eskaya)                  | (eskaya)                  | —                         | —                         | ¿kaïda?                   | ¿kaïda?                   | ¿kaïda?                   | ¿kaïda?                   | ¿kaïda?                   | ¿kaïda?                   | ¿kaïda?                   | ¿kaïda?                   |
| U+1A800 … U+1AC00               | (nakhi dongba)            | (nakhi dongba)            | (nakhi dongba)            | (nakhi dongba)            | (nakhi dongba)            | (nakhi dongba)            | (nakhi dongba)            | (nakhi dongba)            | (nakhi dongba)            | (nakhi dongba)            | (nakhi dongba)            | (nakhi dongba)            | (nakhi dongba)            | (nakhi dongba)            | (nakhi dongba)            | (nakhi dongba)            |
| U+1AD00 … U+1AE00               | ¿nakhi géba?              | ¿nakhi géba?              | ¿nakhi géba?              | ¿nakhi géba?              | ¿nakhi géba?              | ¿nakhi géba?              | ¿nakhi géba?              | ¿nakhi géba?              | ¿nakhi géba?              | ¿nakhi géba?              | ¿nakhi géba?              | ¿nakhi géba?              | ¿nakhi géba?              | ¿nakhi géba?              | ¿nakhi géba?              | ¿nakhi géba?              |
| U+1AF00                         | ¿nakhi géba?              | ¿nakhi géba?              | ¿nakhi géba?              | ¿nakhi géba?              | ¿nakhi géba?              | ¿nakhi géba?              | ¿nakhi géba?              | ¿nakhi géba?              | ¿nakhi géba?              | ¿nakhi géba?              | ¿nakhi géba?              | ¿nakhi géba?              | ¿nakhi géba?              | ¿kana étendu – C?         | ¿kana étendu – C?         | kana étendu – B           |
| U+1B000                         | kana – supplément         | kana – supplément         | kana – supplément         | kana – supplément         | kana – supplément         | kana – supplément         | kana – supplément         | kana – supplément         | kana – supplément         | kana – supplément         | kana – supplément         | kana – supplément         | kana – supplément         | kana – supplément         | kana – supplément         | kana – supplément         |
| U+1B100                         | kana étendu – A           | kana étendu – A           | kana étendu – A           | petits kana – supplément  | petits kana – supplément  | petits kana – supplément  | petits kana – supplément  | nüshou                    | nüshou                    | nüshou                    | nüshou                    | nüshou                    | nüshou                    | nüshou                    | nüshou                    | nüshou                    |
| U+1B200                         | nüshou                    | nüshou                    | nüshou                    | nüshou                    | nüshou                    | nüshou                    | nüshou                    | nüshou                    | nüshou                    | nüshou                    | nüshou                    | nüshou                    | nüshou                    | nüshou                    | nüshou                    | nüshou                    |
| U+1B300 ... U+1B500             | (logogrammes shuishou)    | (logogrammes shuishou)    | (logogrammes shuishou)    | (logogrammes shuishou)    | (logogrammes shuishou)    | (logogrammes shuishou)    | (logogrammes shuishou)    | (logogrammes shuishou)    | (logogrammes shuishou)    | (logogrammes shuishou)    | (logogrammes shuishou)    | (logogrammes shuishou)    | (logogrammes shuishou)    | (logogrammes shuishou)    | (logogrammes shuishou)    | (logogrammes shuishou)    |
| U+1B600 ... U+1B900             | (syllabaire lissou)       | (syllabaire lissou)       | (syllabaire lissou)       | (syllabaire lissou)       | (syllabaire lissou)       | (syllabaire lissou)       | (syllabaire lissou)       | (syllabaire lissou)       | (syllabaire lissou)       | (syllabaire lissou)       | (syllabaire lissou)       | (syllabaire lissou)       | (syllabaire lissou)       | (syllabaire lissou)       | (syllabaire lissou)       | (syllabaire lissou)       |
| U+1BA00 U+1BB00                 | —                         | —                         | —                         | —                         | —                         | —                         | —                         | —                         | —                         | —                         | —                         | —                         | —                         | —                         | —                         | —                         |

### Notations sténographiques
|         | +00                  | +10                  | +20                  | +30                  | +40                  | +50                  | +60                  | +70                  | +80                  | +90                  | +A0              | +B0                   | +C0                   | +D0                   | +E0                   | +F0                   |
| ------- | -------------------- | -------------------- | -------------------- | -------------------- | -------------------- | -------------------- | -------------------- | -------------------- | -------------------- | -------------------- | ---------------- | --------------------- | --------------------- | --------------------- | --------------------- | --------------------- |
| U+1BC00 | sténographie Duployé | sténographie Duployé | sténographie Duployé | sténographie Duployé | sténographie Duployé | sténographie Duployé | sténographie Duployé | sténographie Duployé | sténographie Duployé | sténographie Duployé | sténo. – format. | (sténographie Pitman) | (sténographie Pitman) | (sténographie Pitman) | (sténographie Pitman) | (sténographie Pitman) |

### Autres écritures étendues
|                               | +00                | +10                | +20                | +30                | +40                | +50                | +60                | +70                | +80                | +90                | +A0                | +B0                | +C0                | +D0                | +E0                | +F0                |
| ----------------------------- | ------------------ | ------------------ | ------------------ | ------------------ | ------------------ | ------------------ | ------------------ | ------------------ | ------------------ | ------------------ | ------------------ | ------------------ | ------------------ | ------------------ | ------------------ | ------------------ |
| U+1BD00 ... U+1C000 … U+1C200 | (proto-élamite)    | (proto-élamite)    | (proto-élamite)    | (proto-élamite)    | (proto-élamite)    | (proto-élamite)    | (proto-élamite)    | (proto-élamite)    | (proto-élamite)    | (proto-élamite)    | (proto-élamite)    | (proto-élamite)    | (proto-élamite)    | (proto-élamite)    | (proto-élamite)    | (proto-élamite)    |
| U+1C300                       | (proto-élamite)    | (proto-élamite)    | (proto-élamite)    | (proto-élamite)    | (proto-élamite)    | (proto-élamite)    | (proto-élamite)    | (proto-élamite)    | (élamite linéaire) | (élamite linéaire) | (élamite linéaire) | (élamite linéaire) | (élamite linéaire) | (élamite linéaire) | (élamite linéaire) | (élamite linéaire) |
| U+1C400                       | (élamite linéaire) | (élamite linéaire) | (élamite linéaire) | (élamite linéaire) | (élamite linéaire) | (élamite linéaire) | (élamite linéaire) | (élamite linéaire) | (élamite linéaire) | (élamite linéaire) | (élamite linéaire) | (élamite linéaire) | (élamite linéaire) | (élamite linéaire) | (élamite linéaire) | (élamite linéaire) |
| U+1C500 ... U+1CB00           | —                  | —                  | —                  | —                  | —                  | —                  | —                  | —                  | —                  | —                  | —                  | —                  | —                  | —                  | —                  | —                  |

### Symboles hérités et systèmes de notation
|                   | +00                                           | +10                                           | +20                                           | +30                                           | +40                                           | +50                                           | +60                                           | +70                                           | +80                                                   | +90                                                   | +A0                                                   | +B0                                                   | +C0                                                   | +D0                                                   | +E0                                                   | +F0                                                   |
| ----------------- | --------------------------------------------- | --------------------------------------------- | --------------------------------------------- | --------------------------------------------- | --------------------------------------------- | --------------------------------------------- | --------------------------------------------- | --------------------------------------------- | ----------------------------------------------------- | ----------------------------------------------------- | ----------------------------------------------------- | ----------------------------------------------------- | ----------------------------------------------------- | ----------------------------------------------------- | ----------------------------------------------------- | ----------------------------------------------------- |
| U+1CC00 U+1CD00   | (symboles informatiques hérités – supplément) | (symboles informatiques hérités – supplément) | (symboles informatiques hérités – supplément) | (symboles informatiques hérités – supplément) | (symboles informatiques hérités – supplément) | (symboles informatiques hérités – supplément) | (symboles informatiques hérités – supplément) | (symboles informatiques hérités – supplément) | (symboles informatiques hérités – supplément)         | (symboles informatiques hérités – supplément)         | (symboles informatiques hérités – supplément)         | (symboles informatiques hérités – supplément)         | (symboles informatiques hérités – supplément)         | (symboles informatiques hérités – supplément)         | (symboles informatiques hérités – supplément)         | (symboles informatiques hérités – supplément)         |
| U+1CE00           | (symboles informatiques hérités – supplément) | (symboles informatiques hérités – supplément) | (symboles informatiques hérités – supplément) | (symboles informatiques hérités – supplément) | (symboles informatiques hérités – supplément) | (symboles informatiques hérités – supplément) | (symboles informatiques hérités – supplément) | (symboles informatiques hérités – supplément) | (symboles informatiques hérités – supplément)         | (symboles informatiques hérités – supplément)         | (symboles informatiques hérités – supplément)         | (symboles informatiques hérités – supplément)         | —                                                     | —                                                     | —                                                     | —                                                     |
| U+1CF00           | symboles musicaux znamenny                    | symboles musicaux znamenny                    | symboles musicaux znamenny                    | symboles musicaux znamenny                    | symboles musicaux znamenny                    | symboles musicaux znamenny                    | symboles musicaux znamenny                    | symboles musicaux znamenny                    | symboles musicaux znamenny                            | symboles musicaux znamenny                            | symboles musicaux znamenny                            | symboles musicaux znamenny                            | symboles musicaux znamenny                            | —                                                     | —                                                     | —                                                     |
| U+1D000           | symboles musicaux byzantins                   | symboles musicaux byzantins                   | symboles musicaux byzantins                   | symboles musicaux byzantins                   | symboles musicaux byzantins                   | symboles musicaux byzantins                   | symboles musicaux byzantins                   | symboles musicaux byzantins                   | symboles musicaux byzantins                           | symboles musicaux byzantins                           | symboles musicaux byzantins                           | symboles musicaux byzantins                           | symboles musicaux byzantins                           | symboles musicaux byzantins                           | symboles musicaux byzantins                           | symboles musicaux byzantins                           |
| U+1D100           | symboles musicaux occidentaux                 | symboles musicaux occidentaux                 | symboles musicaux occidentaux                 | symboles musicaux occidentaux                 | symboles musicaux occidentaux                 | symboles musicaux occidentaux                 | symboles musicaux occidentaux                 | symboles musicaux occidentaux                 | symboles musicaux occidentaux                         | symboles musicaux occidentaux                         | symboles musicaux occidentaux                         | symboles musicaux occidentaux                         | symboles musicaux occidentaux                         | symboles musicaux occidentaux                         | symboles musicaux occidentaux                         | symboles musicaux occidentaux                         |
| U+1D200           | notation musicale grecque ancienne            | notation musicale grecque ancienne            | notation musicale grecque ancienne            | notation musicale grecque ancienne            | notation musicale grecque ancienne            | (flute chinoise)                              | (flute chinoise)                              | —                                             | (luth chinois, pípa)                                  | (luth chinois, pípa)                                  | (luth chinois, pípa)                                  | —                                                     | numéraux kaktovik                                     | numéraux kaktovik                                     | numéraux mayas                                        | numéraux mayas                                        |
| U+1D300           | symboles du Classique du mystère suprême      | symboles du Classique du mystère suprême      | symboles du Classique du mystère suprême      | symboles du Classique du mystère suprême      | symboles du Classique du mystère suprême      | symboles du Classique du mystère suprême      | chiffres-bâtonnets chinois                    | chiffres-bâtonnets chinois                    | ¿symboles mathématiques alphanumériques – supplément? | ¿symboles mathématiques alphanumériques – supplément? | ¿symboles mathématiques alphanumériques – supplément? | ¿symboles mathématiques alphanumériques – supplément? | ¿symboles mathématiques alphanumériques – supplément? | ¿symboles mathématiques alphanumériques – supplément? | ¿symboles mathématiques alphanumériques – supplément? | ¿symboles mathématiques alphanumériques – supplément? |
| U+1D400 … U+1D700 | symboles mathématiques alphanumériques        | symboles mathématiques alphanumériques        | symboles mathématiques alphanumériques        | symboles mathématiques alphanumériques        | symboles mathématiques alphanumériques        | symboles mathématiques alphanumériques        | symboles mathématiques alphanumériques        | symboles mathématiques alphanumériques        | symboles mathématiques alphanumériques                | symboles mathématiques alphanumériques                | symboles mathématiques alphanumériques                | symboles mathématiques alphanumériques                | symboles mathématiques alphanumériques                | symboles mathématiques alphanumériques                | symboles mathématiques alphanumériques                | symboles mathématiques alphanumériques                |
| U+1D800           | (signécriture de Sutton)                      | (signécriture de Sutton)                      | (signécriture de Sutton)                      | (signécriture de Sutton)                      | (signécriture de Sutton)                      | (signécriture de Sutton)                      | (signécriture de Sutton)                      | (signécriture de Sutton)                      | (signécriture de Sutton)                              | (signécriture de Sutton)                              | (signécriture de Sutton)                              | (signécriture de Sutton)                              | (signécriture de Sutton)                              | (signécriture de Sutton)                              | (signécriture de Sutton)                              | (signécriture de Sutton)                              |
| U+1D900           | (signécriture de Sutton)                      | (signécriture de Sutton)                      | (signécriture de Sutton)                      | (signécriture de Sutton)                      | (signécriture de Sutton)                      | (signécriture de Sutton)                      | (signécriture de Sutton)                      | (signécriture de Sutton)                      | (signécriture de Sutton)                              | (signécriture de Sutton)                              | (signécriture de Sutton)                              | (signécriture de Sutton)                              | (signécriture de Sutton)                              | (signécriture de Sutton)                              | (signécriture de Sutton)                              | (signécriture de Sutton)                              |
| U+1DA00           | (signécriture de Sutton)                      | (signécriture de Sutton)                      | (signécriture de Sutton)                      | (signécriture de Sutton)                      | (signécriture de Sutton)                      | (signécriture de Sutton)                      | (signécriture de Sutton)                      | (signécriture de Sutton)                      | (signécriture de Sutton)                              | (signécriture de Sutton)                              | (signécriture de Sutton)                              | —                                                     | —                                                     | —                                                     | (jianzi – contrôles de format)                        | (jianzi – contrôles de format)                        |
| U+1DB00           | (jianzi – notation musicale)                  | (jianzi – notation musicale)                  | (jianzi – notation musicale)                  | (jianzi – notation musicale)                  | (jianzi – notation musicale)                  | (jianzi – notation musicale)                  | (jianzi – notation musicale)                  | (jianzi – notation musicale)                  | (jianzi – notation musicale)                          | (jianzi – notation musicale)                          | (jianzi – notation musicale)                          | (jianzi – notation musicale)                          | (jianzi – notation musicale)                          | (jianzi – notation musicale)                          | (jianzi – notation musicale)                          | (jianzi – notation musicale)                          |
| U+1DC00           | (jianzi – notation musicale)                  | (jianzi – notation musicale)                  | (jianzi – notation musicale)                  | (jianzi – notation musicale)                  | (jianzi – notation musicale)                  | (jianzi – notation musicale)                  | (jianzi – notation musicale)                  | (jianzi – notation musicale)                  | —                                                     | —                                                     | —                                                     | —                                                     | —                                                     | —                                                     | —                                                     | —                                                     |
| U+1DD00           | —                                             | —                                             | —                                             | —                                             | —                                             | —                                             | —                                             | —                                             | —                                                     | —                                                     | —                                                     | —                                                     | —                                                     | —                                                     | —                                                     | —                                                     |
| U+1DE00           | —                                             | —                                             | —                                             | —                                             | —                                             | —                                             | —                                             | —                                             | —                                                     | —                                                     | —                                                     | —                                                     | —                                                     | —                                                     | —                                                     | —                                                     |

### Écritures alphabétiques et syllabiques de gauche à droite
|         | +00                       | +10                       | +20                       | +30                    | +40                    | +50                   | +60                        | +70                        | +80                        | +90                        | +A0                        | +B0                        | +C0              | +D0              | +E0                  | +F0                  |
| ------- | ------------------------- | ------------------------- | ------------------------- | ---------------------- | ---------------------- | --------------------- | -------------------------- | -------------------------- | -------------------------- | -------------------------- | -------------------------- | -------------------------- | ---------------- | ---------------- | -------------------- | -------------------- |
| U+1DF00 | latin étendu – G          | latin étendu – G          | latin étendu – G          | latin étendu – G       | latin étendu – G       | latin étendu – G      | latin étendu – G           | latin étendu – G           | latin étendu – G           | latin étendu – G           | latin étendu – G           | latin étendu – G           | latin étendu – G | latin étendu – G | latin étendu – G     | latin étendu – G     |
| U+1E000 | glagolitique – supplément | glagolitique – supplément | glagolitique – supplément | cyrillique étendu – D  | cyrillique étendu – D  | cyrillique étendu – D | cyrillique étendu – D      | cyrillique étendu – D      | cyrillique étendu – D      | —                          | —                          | —                          | —                | —                | —                    | —                    |
| U+1E100 | hmong nyiakeng puachue    | hmong nyiakeng puachue    | hmong nyiakeng puachue    | hmong nyiakeng puachue | hmong nyiakeng puachue | (hmong eebee)         | (hmong eebee)              | (hmong eebee)              | (hmong eebee)              | (hmong eebee)              | (hmong eebee)              | (hmong eebee)              | (hmong eebee)    | (hmong eebee)    | (hmong eebee)        | (hmong eebee)        |
| U+1E200 | (cham occidental)         | (cham occidental)         | (cham occidental)         | (cham occidental)      | (cham occidental)      | (cham occidental)     | (cham occidental)          | —                          | —                          | toto                       | toto                       | toto                       | wancho           | wancho           | wancho               | wancho               |
| U+1E300 | (loma)                    | (loma)                    | (loma)                    | (loma)                 | (loma)                 | (loma)                | (loma)                     | (loma)                     | (loma)                     | (loma)                     | (loma)                     | (loma)                     | (loma)           | (loma)           | (loma)               | (loma)               |
| U+1E400 | (loma)                    | (loma)                    | (bagam)                   | (bagam)                | (bagam)                | (bagam)               | (bagam)                    | (bagam)                    | (bagam)                    | (bagam)                    | (bagam)                    | (bagam)                    | (bagam)          | nag mundari      | nag mundari          | nag mundari          |
| U+1E500 | (pungchen)                | (pungchen)                | (pungchen)                | ¿pungchung?            | ¿pungchung?            | ¿pungchung?           | ¿marchung?                 | ¿marchung?                 | ¿marchung?                 | ¿marchung?                 | (brusha)                   | (brusha)                   | (brusha)         | (ol onal)        | (ol onal)            | (ol onal)            |
| U+1E600 | ¿chola?                   | ¿chola?                   | ¿chola?                   | ¿chola?                | ¿chola?                | ¿chola?               | ¿chalukya (à tête carrée)? | ¿chalukya (à tête carrée)? | ¿chalukya (à tête carrée)? | ¿chalukya (à tête carrée)? | ¿chalukya (à tête carrée)? | ¿chalukya (à tête carrée)? | (yo lai tay)     | (yo lai tay)     | (yo lai tay)         | (yo lai tay)         |
| U+1E700 | ¿béria?                   | ¿béria?                   | ¿béria?                   | —                      | —                      | —                     | —                          | —                          | —                          | —                          | —                          | —                          | —                | —                | éthiopien étendu – B | éthiopien étendu – B |

### Écritures et systèmes numéraux de droite à gauche
| U+1E800           | kikakoui mendé                              | kikakoui mendé                              | kikakoui mendé                              | kikakoui mendé                              | kikakoui mendé                              | kikakoui mendé                              | kikakoui mendé                              | kikakoui mendé                              | kikakoui mendé                              | kikakoui mendé                              | kikakoui mendé                              | kikakoui mendé                              | kikakoui mendé                              | kikakoui mendé                              | —                                           | —                                           |   |   |
| U+1E900           | adlam                                       | adlam                                       | adlam                                       | adlam                                       | adlam                                       | adlam                                       | —                                           | —                                           | —                                           | —                                           | —                                           | —                                           | —                                           | —                                           | —                                           | —                                           | — | — |
| U+1EA00 … U+1EB00 | —                                           | —                                           | —                                           | —                                           | —                                           | —                                           | —                                           | —                                           | —                                           | —                                           | —                                           | —                                           | —                                           | —                                           | —                                           | —                                           |   |   |
| U+1EC00           | (numéraux siyaq persans)                    | (numéraux siyaq persans)                    | (numéraux siyaq persans)                    | (numéraux siyaq persans)                    | (numéraux siyaq persans)                    | (numéraux siyaq persans)                    | (numéraux siyaq persans)                    | numéraux siyaq indiens                      | numéraux siyaq indiens                      | numéraux siyaq indiens                      | numéraux siyaq indiens                      | numéraux siyaq indiens                      | (numéraux siyaq diwani)                     | (numéraux siyaq diwani)                     | (numéraux siyaq diwani)                     | (numéraux siyaq diwani)                     |   |   |
| U+1ED00           | numéraux siyaq ottomans                     | numéraux siyaq ottomans                     | numéraux siyaq ottomans                     | numéraux siyaq ottomans                     | —                                           | —                                           | —                                           | —                                           | —                                           | —                                           | —                                           | —                                           | —                                           | —                                           | —                                           | —                                           |   |   |
| U+1EE00           | symboles mathématiques alphabétiques arabes | symboles mathématiques alphabétiques arabes | symboles mathématiques alphabétiques arabes | symboles mathématiques alphabétiques arabes | symboles mathématiques alphabétiques arabes | symboles mathématiques alphabétiques arabes | symboles mathématiques alphabétiques arabes | symboles mathématiques alphabétiques arabes | symboles mathématiques alphabétiques arabes | symboles mathématiques alphabétiques arabes | symboles mathématiques alphabétiques arabes | symboles mathématiques alphabétiques arabes | symboles mathématiques alphabétiques arabes | symboles mathématiques alphabétiques arabes | symboles mathématiques alphabétiques arabes | symboles mathématiques alphabétiques arabes |   |   |
| U+1EF00           | ¿symboles arabes supplémentaires?           | ¿symboles arabes supplémentaires?           | ¿symboles arabes supplémentaires?           | ¿symboles arabes supplémentaires?           | —                                           | —                                           | —                                           | —                                           | —                                           | —                                           | —                                           | —                                           | —                                           | —                                           | —                                           | —                                           |   |   |

### Symboles de jeux
|         | +00                | +10                | +20                | +30     | +40     | +50     | +60     | +70     | +80     | +90     | +A0            | +B0            | +C0            | +D0            | +E0            | +F0            |
| ------- | ------------------ | ------------------ | ------------------ | ------- | ------- | ------- | ------- | ------- | ------- | ------- | -------------- | -------------- | -------------- | -------------- | -------------- | -------------- |
| U+1F000 | pièces de mah-jong | pièces de mah-jong | pièces de mah-jong | dominos | dominos | dominos | dominos | dominos | dominos | dominos | cartes à jouer | cartes à jouer | cartes à jouer | cartes à jouer | cartes à jouer | cartes à jouer |

### Symboles alphanumériques et sinographiques
|         | +00                                    | +10                                    | +20                                    | +30                                    | +40                                    | +50                                    | +60                                    | +70                                    | +80                                    | +90                                    | +A0                                    | +B0                                    | +C0                                    | +D0                                    | +E0                                    | +F0                                    |
| ------- | -------------------------------------- | -------------------------------------- | -------------------------------------- | -------------------------------------- | -------------------------------------- | -------------------------------------- | -------------------------------------- | -------------------------------------- | -------------------------------------- | -------------------------------------- | -------------------------------------- | -------------------------------------- | -------------------------------------- | -------------------------------------- | -------------------------------------- | -------------------------------------- |
| U+1F100 | alphanumériques délimités – supplément | alphanumériques délimités – supplément | alphanumériques délimités – supplément | alphanumériques délimités – supplément | alphanumériques délimités – supplément | alphanumériques délimités – supplément | alphanumériques délimités – supplément | alphanumériques délimités – supplément | alphanumériques délimités – supplément | alphanumériques délimités – supplément | alphanumériques délimités – supplément | alphanumériques délimités – supplément | alphanumériques délimités – supplément | alphanumériques délimités – supplément | alphanumériques délimités – supplément | alphanumériques délimités – supplément |
| U+1F200 | sinogrammes délimités – supplément     | sinogrammes délimités – supplément     | sinogrammes délimités – supplément     | sinogrammes délimités – supplément     | sinogrammes délimités – supplément     | sinogrammes délimités – supplément     | sinogrammes délimités – supplément     | sinogrammes délimités – supplément     | sinogrammes délimités – supplément     | sinogrammes délimités – supplément     | sinogrammes délimités – supplément     | sinogrammes délimités – supplément     | sinogrammes délimités – supplément     | sinogrammes délimités – supplément     | sinogrammes délimités – supplément     | sinogrammes délimités – supplément     |

### Ensembles pictographiques et symboles divers
|                   | +00                                   | +10                                   | +20                                   | +30                                   | +40                                   | +50                                   | +60                                   | +70                                    | +80                                      | +90                                      | +A0                                      | +B0                                      | +C0                                      | +D0                                      | +E0                                      | +F0                                      |
| ----------------- | ------------------------------------- | ------------------------------------- | ------------------------------------- | ------------------------------------- | ------------------------------------- | ------------------------------------- | ------------------------------------- | -------------------------------------- | ---------------------------------------- | ---------------------------------------- | ---------------------------------------- | ---------------------------------------- | ---------------------------------------- | ---------------------------------------- | ---------------------------------------- | ---------------------------------------- |
| U+1F300 … U+1F500 | divers symboles et pictogrammes       | divers symboles et pictogrammes       | divers symboles et pictogrammes       | divers symboles et pictogrammes       | divers symboles et pictogrammes       | divers symboles et pictogrammes       | divers symboles et pictogrammes       | divers symboles et pictogrammes        | divers symboles et pictogrammes          | divers symboles et pictogrammes          | divers symboles et pictogrammes          | divers symboles et pictogrammes          | divers symboles et pictogrammes          | divers symboles et pictogrammes          | divers symboles et pictogrammes          | divers symboles et pictogrammes          |
| U+1F600           | émoticônes                            | émoticônes                            | émoticônes                            | émoticônes                            | émoticônes                            | casseau ornemental                    | casseau ornemental                    | casseau ornemental                     | symboles du transport et cartographiques | symboles du transport et cartographiques | symboles du transport et cartographiques | symboles du transport et cartographiques | symboles du transport et cartographiques | symboles du transport et cartographiques | symboles du transport et cartographiques | symboles du transport et cartographiques |
| U+1F700           | symboles alchimiques                  | symboles alchimiques                  | symboles alchimiques                  | symboles alchimiques                  | symboles alchimiques                  | symboles alchimiques                  | symboles alchimiques                  | symboles alchimiques                   | formes géométriques étendues             | formes géométriques étendues             | formes géométriques étendues             | formes géométriques étendues             | formes géométriques étendues             | formes géométriques étendues             | formes géométriques étendues             | formes géométriques étendues             |
| U+1F800           | flèches – supplément C                | flèches – supplément C                | flèches – supplément C                | flèches – supplément C                | flèches – supplément C                | flèches – supplément C                | flèches – supplément C                | flèches – supplément C                 | flèches – supplément C                   | flèches – supplément C                   | flèches – supplément C                   | flèches – supplément C                   | flèches – supplément C                   | flèches – supplément C                   | flèches – supplément C                   | flèches – supplément C                   |
| U+1F900           | symboles et pictogrammes – supplément | symboles et pictogrammes – supplément | symboles et pictogrammes – supplément | symboles et pictogrammes – supplément | symboles et pictogrammes – supplément | symboles et pictogrammes – supplément | symboles et pictogrammes – supplément | symboles et pictogrammes – supplément  | symboles et pictogrammes – supplément    | symboles et pictogrammes – supplément    | symboles et pictogrammes – supplément    | symboles et pictogrammes – supplément    | symboles et pictogrammes – supplément    | symboles et pictogrammes – supplément    | symboles et pictogrammes – supplément    | symboles et pictogrammes – supplément    |
| U+1FA00           | symboles pour les échecs              | symboles pour les échecs              | symboles pour les échecs              | symboles pour les échecs              | symboles pour les échecs              | symboles pour les échecs              | symboles pour les échecs              | symboles et pictogrammes – extension A | symboles et pictogrammes – extension A   | symboles et pictogrammes – extension A   | symboles et pictogrammes – extension A   | symboles et pictogrammes – extension A   | symboles et pictogrammes – extension A   | symboles et pictogrammes – extension A   | symboles et pictogrammes – extension A   | symboles et pictogrammes – extension A   |
| U+1FB00           | symboles informatiques hérités        | symboles informatiques hérités        | symboles informatiques hérités        | symboles informatiques hérités        | symboles informatiques hérités        | symboles informatiques hérités        | symboles informatiques hérités        | symboles informatiques hérités         | symboles informatiques hérités           | symboles informatiques hérités           | symboles informatiques hérités           | symboles informatiques hérités           | symboles informatiques hérités           | symboles informatiques hérités           | symboles informatiques hérités           | symboles informatiques hérités           |
| U+1FC00           | ¿pictogrammes étendus (émoji)?        | ¿pictogrammes étendus (émoji)?        | ¿pictogrammes étendus (émoji)?        | ¿pictogrammes étendus (émoji)?        | ¿pictogrammes étendus (émoji)?        | ¿pictogrammes étendus (émoji)?        | ¿pictogrammes étendus (émoji)?        | ¿pictogrammes étendus (émoji)?         | ¿pictogrammes étendus (émoji)?           | ¿pictogrammes étendus (émoji)?           | ¿pictogrammes étendus (émoji)?           | ¿pictogrammes étendus (émoji)?           | ¿pictogrammes étendus (émoji)?           | ¿pictogrammes étendus (émoji)?           | ¿pictogrammes étendus (émoji)?           | ¿pictogrammes étendus (émoji)?           |
| U+1FD00           | ¿pictogrammes étendus (émoji)?        | ¿pictogrammes étendus (émoji)?        | ¿pictogrammes étendus (émoji)?        | ¿pictogrammes étendus (émoji)?        | ¿pictogrammes étendus (émoji)?        | ¿pictogrammes étendus (émoji)?        | ¿pictogrammes étendus (émoji)?        | ¿pictogrammes étendus (émoji)?         | ¿pictogrammes étendus (émoji)?           | ¿pictogrammes étendus (émoji)?           | ¿pictogrammes étendus (émoji)?           | ¿pictogrammes étendus (émoji)?           | ¿pictogrammes étendus (émoji)?           | ¿pictogrammes étendus (émoji)?           | ¿pictogrammes étendus (émoji)?           | ¿pictogrammes étendus (émoji)?           |
| U+1FE00           | ¿pictogrammes étendus (émoji)?        | ¿pictogrammes étendus (émoji)?        | ¿pictogrammes étendus (émoji)?        | ¿pictogrammes étendus (émoji)?        | ¿pictogrammes étendus (émoji)?        | ¿pictogrammes étendus (émoji)?        | ¿pictogrammes étendus (émoji)?        | ¿pictogrammes étendus (émoji)?         | ¿pictogrammes étendus (émoji)?           | ¿pictogrammes étendus (émoji)?           | ¿pictogrammes étendus (émoji)?           | ¿pictogrammes étendus (émoji)?           | ¿pictogrammes étendus (émoji)?           | ¿pictogrammes étendus (émoji)?           | ¿pictogrammes étendus (émoji)?           | ¿pictogrammes étendus (émoji)?           |
| U+1FF00           |                                       |                                       |                                       |                                       |                                       |                                       |                                       |                                        |                                          |                                          |                                          |                                          |                                          |                                          |                                          | sp.                                      |